# Estroma
Estroma (do grego antigo: στρώμα, significa "rede ou malha sobre a qual se acomoda algo") refere-se ao tecido não funcional de sustentação do tecido funcional (parênquima) de um órgão. Com exceção do cérebro e da medula espinhal, o estroma é constituído de tecido conjuntivo (mesenquimatoso).
O estroma também pode ser considerado a parte gel do cloroplasto, onde ocorre a fase química da fotossíntese. A estroma existe no interior dos cloroplastos, sendo uma matriz amorfa, rica em enzimas solúveis, incluindo as responsáveis pelas reações da fase bioquímica da fotossíntese. Também são encontrados no estroma os plastoglóbulos, grãos de amido, fitoferritina, plastorribossomos e moléculas de DNA.

Estroma na estrutura de um cloroplasto.